# Артилерийска школа
Артилерийската школа е бивше военно училище и артилерийско формирование в Българската армия.

## История
Артилерийската школа е формирана на 1 декември 1917 г. в Сливница под името Офицерската артилерийска стрелкова школа, като самостоятелна част към Щаба на Действащата армия. На 1 януари 1918 г. към школата е формиран курс за артилерийски измервателни команди и за командири на батереи. Школата е разформирана на 30 ноември 1918 г., а на 25 март 1919 г. отново е формирана като поделение на Артилерийската инспекция, като от 1 април е разгърната като самостоятелна част. На 29 юли 1919 г. школата е преместена в София.
На 1 декември 1920 г. в изпълнение на клаузите на Ньойския мирен договор школата е разформирана, като на 15 август 1934 г. е формирана отново. В период от 1934 до 1944 г. в Артилерийската школа в школата се формират курсове за преподготовка на офицери и подофицери от различни специалности. Части от школата вземат участие в 1-вата фаза на войната срещу Нацистка германия.
С указ № 1657 на Президиума на Великото народно събрание на базата на доклад на Министъра на народната отбрана генерал-лейтенант Георги Дамянов под № 85 от 27 ноември 1948 година се създава Народно военно артилерийско училище в София и Сливница (част от учебния му артилерийски полк). Училището се формира на базата на Артилерийската школа, учебния противовъздушен дивизион, юнкерския артилерийски дивизион от Народното артилерийско училище „Васил Левски“ и артилерийските поделения от Народната школа за запасни офицери „Христо Ботев“.

## Наименования
През годините полкът носи различни имена според претърпените реорганизации:
- Офицерска артилерийска стрелкова школа (1 декември 1917 – 30 ноември 1918)
- Офицерска артилерийска стрелкова школа при Артилерийска инспекция (25 март 1919 – 1 април 1919)
- Артилерийска школа (1 април 1919 – 1 декември 1920)
- Артилерийска школа (15 август 1934 – 20 октомври 1948)

## Началници
- Полковник Ангел Ангелов (1915)
- Полковник Виктор Найденов (1933 – 1934?)
- Полковник Асен Николов (1934 – 1936?)
- Подполковник Христо Чуков (1936)
- Полковник Димитър Станчев (1937 – началото на 1938)
- Полковник Тодор Божков (1938 – 1941?)
- Полковник Петър Петрунов (1941)
- Полковник Кирил Петров (1944 – 1945?)
- Полковник Димитър Кондаков (1947)